# Mesopsylla lenis
Mesopsylla lenis är en loppart som beskrevs av Jordan et Rothschild 1915. Mesopsylla lenis ingår i släktet Mesopsylla och familjen smågnagarloppor. Inga underarter finns listade i Catalogue of Life.